# Sedeltryckning
Sedeltryckning är industriell tryckning av sedlar i en sedelpress. En riksbank har vanligen monopol på sedeltryckning i ett land. Processen är invecklad med många moment, för att göra falskmynteri så svårt som möjligt. Förutom själva trycket, brukar sedlar vara försedda med vattenstämpel, säkerhetstråd och serienummer. Sedeltryckning ökar penningmängden i ett samhälle och kan därför, om penningmängden är större än mängden varor och tjänster som bjuds ut och säljs i ekonomin, leda till inflation. Idag, när en stor del av pengarna i samhället inte är fysiska, används uttrycket "sedelpress" fortfarande nedsättande om politik som bidrar till inflation.